# Our Lady Peace

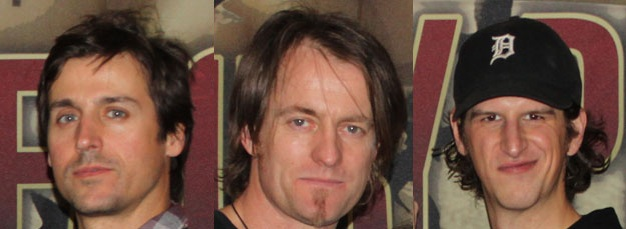
Our Lady Peace (2010)

Our Lady Peace, ook wel OLP genoemd, is een Canadese band die alternatieve rock speelt. De band bestaat uit Raine Maida (zanger), Duncan Coutts (bassist), Jeremy Taggart (drummer), and Steve Mazur (gitarist).
Ex-leden van de band zijn Mike Turner (gitarist), Jamie Edwards (invallend muzikant), Mike Eisenstein (invallend muzikant), Chris Eacrett (bassist), en Jim Newell (drummer).

## 1990s
Our Lady Peace werd in 1992 opgericht. Mike Turner plaatste een "muzikanten gezocht" advertentie in een krant in Toronto. De eerste reactie kwam van Michael (Raine) Maida, een student criminologie aan de University of Toronto. Later voegden de 17-jarige Jeremy Taggart en Chris Eacrett zich bij de band. Eacrett verliet de band in 1995, en werd vervangen door Duncan Coutts. Turner verliet de band in 2001, en werd vervangen door de Amerikaan Steve Mazur. De keyboardspeler Jamie Edwards kwam in 1996 bij de band, en verliet die in 2002, kort na het vertrek van Turner. 
Our Lady Peace kreeg voor het eerst erkenning met hun debuutalbum Naveed, dat in 1994 in Canada en in 1995 in de Verenigde Staten werd uitgebracht. De single "Naveed" werd een hit in Canada, en "Starseed" zowel in Canada als in de Verenigde Staten. ("Starseed" verscheen later ook op de soundtrack van de film Armageddon) Hun tweede album, Clumsy, werd uitgebracht in 1997 en bevatte de singles "Clumsy," "4 AM," "Superman's Dead," "Carnival" en "Automatic Flowers". Het bevestigde de status van OLP als een belangrijke band in de Canadese rockmuziek van de jaren negentig, en als belangrijke internationale band. 
In 1999 werd hun derde album, Happiness...Is Not a Fish That You Can Catch, uitgebracht, met daarop "One Man Army", "Thief" en "Is Anybody Home?".

## 2000s
In 2000, bracht de band Spiritual Machines uit, een conceptalbum, geïnspireerd door Ray Kurzweils boek The Age of Spiritual Machines. Er werd een wedstrijd uitgeschreven voor kunstenaars: de winnaar mocht de cd-hoes ontwerpen. Oli Goldsmith was de gelukkige. Hij mocht ook de clip voor de eerste single, "In Repair", ontwerpen.
In december van 2001 verliet Mike Turner de band, met als reden creatieve en muzikale verschillen. In april 2002 werd Steve Mazur gepresenteerd als de nieuwe gitarist.
Bij de release van hun vijfde album, Gravity, hebben sommige critici het commentaar dat de muziek van de band behoorlijk veranderd is, met een meer 'mainstream' stijl. Het nieuwe album "overgeproduceerd" en "te mainstream" genoemd. Maar de eerste single van het nieuwe album, "Somewhere Out There", wordt wel hun grootste internationale hit. 
In 2005 brengt Our Lady Peace hun zesde album uit, Healthy in Paranoid Times. De opnames van dit album leverden zo veel spanningen op dat de band bijna uit elkaar ging. 

## Uitgebrachte cd's
- Naveed (1994 in Canada, 1995 in de V.S.)
- Clumsy (1997)
- Happiness...Is Not a Fish That You Can Catch (1999)
- Spiritual Machines (2000 in Canada, 2001 in de V.S.)
- Gravity (2002)
- Live (2003)
- Healty in Paranoid Times (2005)
- Burn Burn (2009)
- Untitled eighth album (nog in productie 2011)